# Генрі Даннінг Маклеод
Генрі Даннінг Маклеод (англ. Henry Dunning Macleod) (31 березня 1821 — 16 липня 1902) — шотландський економіст.

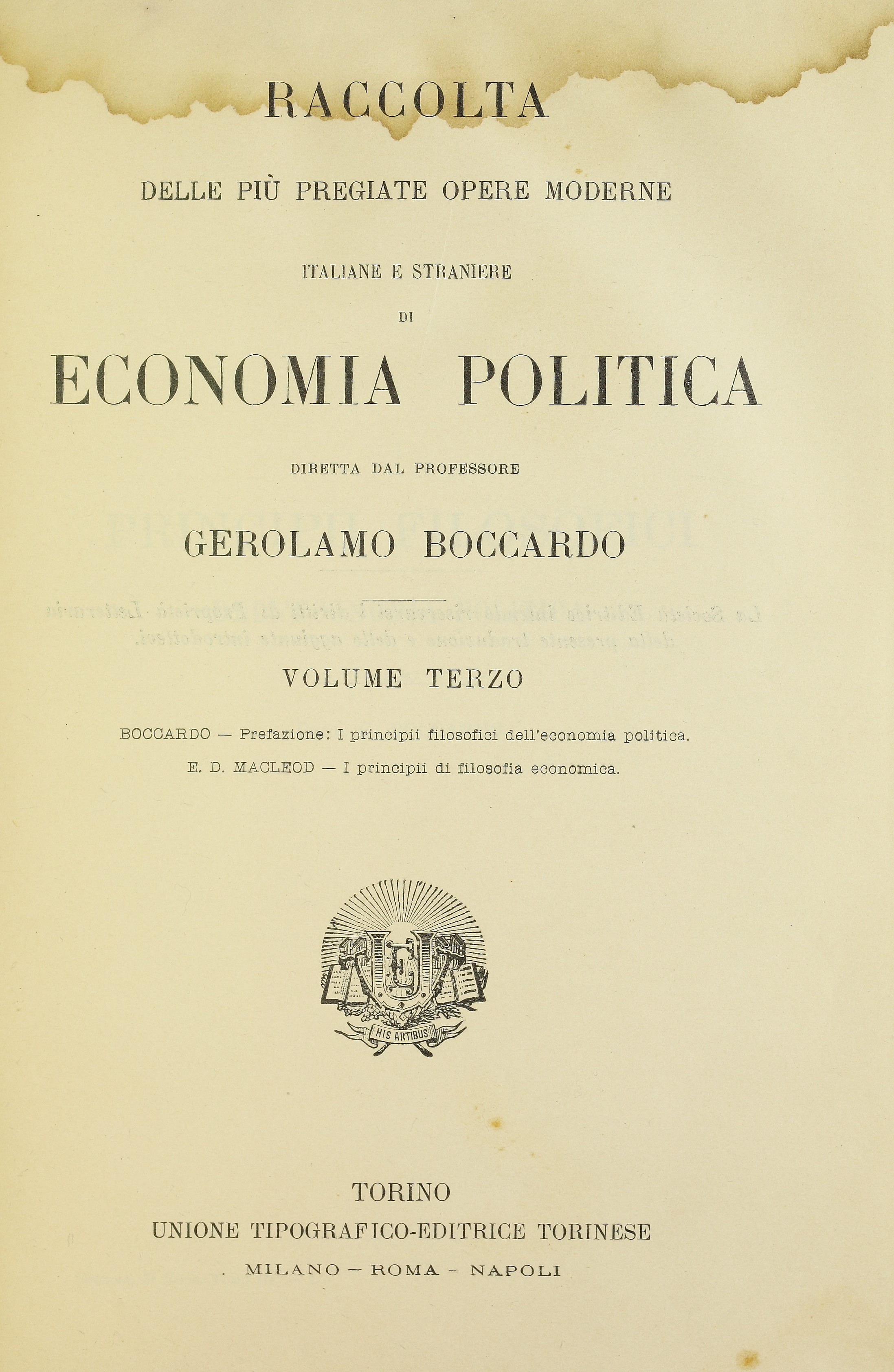
Італійський переклад Елементів політичної економії, 1877

Генрі Даннінг Маклеод народився в Единбурзі та здобув освіту в Ітоні Единбурзького університету та Трініті-коледжі в Кембриджі, який закінчив у 1843 році. Маклеод подорожував Європою, а у 1849 році був покликаний до англійської адвокатури. Він був найнятий у Шотландії на роботу з реформування закону про безробіття та присвятив себе вивченню економіки. У 1856 році він опублікував свою «Теорію та практику банківської справи»,   у 1858 році «Елементи політичної економії »  і у 1859 році «Словник політичної економії».  У 1873 р. з'явилися його «Принципи економічної філософії»  , а у 1889 р . — «Теорія кредиту».    У період з 1868 по 1870 рр. він був зайнятий урядом у розробці та кодифікації законодавства про переказні векселі. У 1896 році він опублікував «Історію економіки». 
Основний внесок Маклеода у вивчення економіки полягає у його роботі над теорією кредиту, якій він першим приділяв належне значення. Головною особливістю його роботи було створення теорії грошей, виходячи з теорії кредиту замість звичайного зворотного шляху. У «Теорії кредиту » він говорить: «Гроші та кредит по суті мають одну природу: гроші є лише найвищою і найзагальнішою формою кредиту» (с. 82). Кредитна теорія грошей Маклеода вплинула на Альфреда Мітчелла-Іннеса і пізніші роботи сучасних харталістів. Джон Р. Коммонс вважав роботу Маклеода основою інституційної економіки. 

У своїй великій праці «Історія економічного аналізу » Йозеф Шумпетер розповідає нам: 
«Англійські лідери від Торнтона до Мілля досліджували кредитну структуру і, роблячи це, зробили відкриття, які становлять їхній головний внесок у монетарний аналіз, але не могли бути належним чином викладені в умови монетарної теорії кредиту. Але їм не вдалося розібратися з теоретичними наслідками цих відкриттів, тобто побудувати систематичну кредитну теорію грошей.»
«Ми могли б побачити обриси такої теорії в роботах Маклеода. Але вони так і залишилися поза межами визнаної економічної науки.» 

«Генрі Даннінг Маклеод [...] був економістом з багатьма заслугами, якому чомусь не вдалося досягти визнання або навіть бути сприйнятим досить серйозно через свою нездатність помістити свої численні гарні ідеї в професійно прийнятна форма.»
Саме Маклеод увів у 1858 році термін «закон Грешема».
Для обґрунтованого обговорення цінності творів Маклеода дивіться статтю «Повстання проти ортодоксальної економіки» в «Квартальному огляді» за жовтень 1901 р. (№ 388). 

## Дивіться також
- Список множинних відкриттів
- Історія банківської справи у всіх провідних країнах (1896), до якої Маклеод вніс розділи в кн. 2 з історії банківської справи у Великобританії.

## зовнішні посилання
- Вікісховище має мультимедійні дані за темою: Генрі Даннінг Маклеод

- Закон Грешема Джорджа Селгіна.
- Сторінка онлайн-книг [Архівовано 12 лютого 2022 у Wayback Machine.] про Генрі Даннінга Маклеода

 Ця стаття включає текст з публікації, яка тепер перебуває в суспільному надбанні:
Chisholm, Hugh, ред. (1911). Macleod, Henry Dunning. // Encyclopædia Britannica (англ.) (вид. 11-те). Cambridge University Press.</img> Ця стаття включає текст з публікації, яка тепер перебуває в суспільному надбанні:
Chisholm, Hugh, ред. (1911). Macleod, Henry Dunning. // Encyclopædia Britannica (англ.) (вид. 11-те). Cambridge University Press.